# Spongicola japonicus
Spongicola japonicus is een tienpotigensoort uit de familie van de Spongicolidae. De wetenschappelijke naam van de soort is voor het eerst geldig gepubliceerd in 1942 door Kubo.